# Джованна II
Джованна II (італ. Giovanna II; 25 червня 1373 — 2 лютого 1435) — королева Неаполю у 1414—1435 роках.

## Життєпис

### Молоді роки
Походила з Анжу-Сицилійського дому. Донька Карла III, короля Неаполя і Угорщини, й Маргарити Дураццо. Народилася у 1373 році в м. Зара (сучасний Задар, Хорватія). 1386 року втратила батька. 1401 року вийшла заміж за герцога Австрії.
Джованна мала численних коханців. Шлюб її з герцогом Вільгельмом Габсбургом виявився безплідним. Після смерті у 1406 році чоловіка Джованна повернулася до Неаполя. Після того як у 1414 році раптово помер її брат Владислав I, була зведена на неаполітанський престол.

### Королювання
Королеві в цей час було 46 років, і вона перебувала під сильним впливом свого молодого коханця Пандольфелло Алопу. Лицарі і найманці вимагали від Джованни II, щоб вона вступила в другий шлюб. Підкоряючись їх вимогам, королева зупинила свій вибір на Жак II Бурбон, графі Ла-Марському. При цьому Джованна II і Пандольфелло зробили все можливе, щоб тримати Жака на віддалі від влади. У шлюбному контракті була вказано, що чоловік королеви не буде називатися неаполітанським королем, а лише князем Тарентським і герцогом Калабрійським.
Ці заходи, втім, не мали успіху, оскільки неаполітанські барони стали ставитися до Жака Бурбона як до короля. Під час одруження його було одягнено в королівські шати і наділено королівськими почестями. Незабаром Жак почав правити по-своєму. Ще в Беневенто він наказав заарештувати великого коннетабля королівства Сфорца і його сина Франческа, а у вересні 1415 року наказав посадити до в'язниці Пандольфелло, його брата і небожа, катувати їх і потім стратити. Всі придворні посади Жак Бурбон роздав своїм улюбленцям-французам, а в фортецях розмістив французькі залоги. За дружиною він велів стежити як за полонянкою: вона не сміла виходити з палацу, і при ній оселився француз Жан Берленжье. До Джованни II не допускали рішуче нікого, король-консорт відхилив навіть прохання неаполітанських лицарів, які вимагали аудієнції у королеви. Все це сильно обурило неаполітанську аристократію, вимушену у всьому поступатися французам.
1416 року Джованна II отримала дозвіл бути присутньою на урочистому обіді, влаштованому в її честь флорентійським купцем. Цей випадок доставив неаполітанцям бажаний випадок звільнитися від французів. Після закінчення обіду королева, вставши з-за столу, вигукнула, звертаючись до гостей, і зібрала натовп народу: «Не залишайте мене, друзі мої!» У відповідь на ці слова пролунав крик: «Хай живе королева Джованна!». Королеву було перевезено до архієпископського палацу, потім до замку Кастелло-Капуана.
Своєю чергою Жак Бурбон був примушений втекти з Кастель-Нуово до Кастель-делль'Ово. Обидва замки були обложені прихильниками королеви, і між подружжям почалася війна. Кілька місяців результат боротьби залишався неясним, поки, нарешті, королева не звільнила Сфорца, повернувши йому звання великого коннетабля, і не дозволила всім вигнанцям повернутися до Неаполя. Жак був змушений укласти мир, за яким він зобов'язався скласти з себе королівський титул і вислати з держави всіх французів, за винятком 40 осіб. З цього часу військове керівництво зосередилося в руках Сфорци, а внутрішніми справами і двором став завідувати новий коханець Джованни II — Серджіанні Караччоло.
1417 року війська Неаполя зайняли Рим, який був прихистком французів. Королева звільнила чоловіка з-під варти, але поводилася з ним так погано, що він 1418 року поїхав назад до Франції.
Оскільки королева не мала дітей, питання про спадкоємця престолу хвилював всіх. Папа римський Мартин V, який вважався сеньйором Неаполітанського королівства, оголосив 1420 року спадкоємцем Джованни II — анжуйського герцога Людовіка III. Але анжуйська партія не хотіла чекати смерті королеви і негайно взялася за повалення королеви. Людовік Анжуйський привернув на свій бік Муціо Сфорца, який до цього часу посварився з королевою і її фаворитом Серджіанні Караччоло. Муйіо Сфорца зібрав велике військо і підступив до кордонів королівства.
Щоб протистояти претенденту, Джованна II заручилася підтримкою Альфонса V, короля Арагону, Сардинії та Сицилії. Королева запропонувала йому за допомогу всиновлення, а після її смерті неаполітанську корону. Альфонс V погодився, і вже у вересні 1420 року арагонський флот прибув до Неаполя. Джованна II оголосила останнього своїм сином і спадкоємцем, пустила кастильців в Кастелль-Нуово і віддала Калабрію наміснику арагонського короля. Народу було оголошено, що герцогство відступається королю Альфонсу V тільки під заставу його прав на неаполітанський престол, але що до своєї смерті вона буде сама управляти королівством. 1422 року у Людовіка Анжуйського вичерпалися гроші й він відступив.
Королева не довіряла Альфонсо V, побоюючись, що той забажає захопити королівство. За цих обставин Джованна II замирилася зі Сфорца і намагалася всіляко догоджати йому. У травні 1423 року Альфонс заманив до себе Джованні Караччоло і наказав заарештувати його, а потім кинувся до замку королеви, щоб схопити і її, але комендант, повідомлений про те, що сталося, встиг замкнути ворота. Тоді Джованна II звернулася за допомогою до Сфорца. Вона перебралася в Аверси і оголосила, що позбавляє арагонського короля прав на престол і замість нього усиновляє Людовіка Анжуйського.
Невдовзі після того, як Альфонс V повернувся до Арагону, війська Джованни II захопили Неаполь. У тому ж році вона урочисто в'їхала в столицю разом зі своїм новим названим сином Людовіком. Після цього доволі швидко відновила владу над усім Неаполітанським королівством.
Проте Людовік Анжуйський не зміг зайняти в Неаполі того становища, якого очікував. Він зустрів тут сильного суперника в особі Джованні Караччоло, який отримав ще більшу владу. З 1416 по 1432 рік, Караччоло користувався величезною владою, поки 19 серпня 1432 року не був убитий у Неаполі змовниками. Його труп був виставлений перед радісним натовпом, а майно конфісковано.
Людовіку була віддана вся Калабрія. Коли в листопаді 1434 Людовік Анжуйський раптово помер, Джованна II оголосила спадкоємцем його брата Рене. Через три місяці після свого пасинка померла сама королева. З її смертю обірвалася Анжуйська династія. Водночас почалася боротьба за трон Неаполя між Рене Анжуйським і Альфонсом V.

## Родина
1.Чоловік — Вільгельм, герцог Австрії
2. Чоловік — Жак II, син Жана I Бурбона, графа дела Марш